# Heinz Otto Cordes
Heinz Otto Cordes (18 de março de 1925 — 2018) foi um matemático estadunidense nascido na Alemanha.
Cordes obteve o doutorado em 1952 na Universidade de Göttingen, orientado por Franz Rellich, com a tese Separation der Variablen in Hilbertschen Räumen. Foi desde o início da década de 1960 professor da Universidade da Califórnia em Berkeley.

## Obras
- The technique of pseudodifferential operators, London Mathematical Society Lecture Note Series 202, Cambridge University Press 1995
- Spectral theory of linear differential operators and comparison algebras, London Mathematical Society Lecture Note Series 76, Cambridge University Press 1987
- Elliptic pseudo-differential operators: an abstract theory, Lecture Notes in Mathematics 756, Springer Verlag 1979
- Precisely predictable Dirac observables, Fundamental theories of physics 154, Dordrecht, Springer 2007